# Pleurostomellina
Pleurostomellina es un género de foraminífero bentónico considerado un sinónimo posterior de Pleurostomella de la subfamilia Pleurostomellinae, de la familia Pleurostomellidae, de la superfamilia Pleurostomelloidea, del suborden Buliminina y del orden Buliminida. Su especie tipo era Pleurostomella barroisi. Su rango cronoestratigráfico abarcaba el Cretácico superior.

## Discusión
Clasificaciones previas incluían Pleurostomellina en el suborden Rotaliina del orden Rotaliida.

## Clasificación
Pleurostomellina incluía a la siguiente especie:
- Pleurostomellina barroisi †